# Военно-морские силы Кении

Флаг ВМФ Кении

Военно-морской флот Кении (англ. Kenya Navy) — один из видов вооружённых сил Республики Кении.

## Пункты базирования
- ВМБ Момбаса — штаб ВМС и главная база флота

## Боевой состав

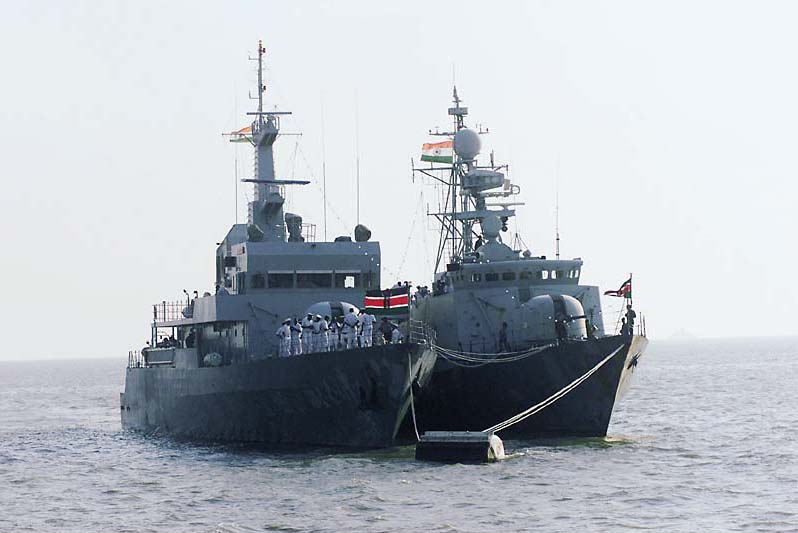
ракетный катер KNS «Нйайо» (Р3126) (слева) и сторожевой катер KNS «Шуджаа» (Р3131) (справа) во время визита в Индию, 2001 год

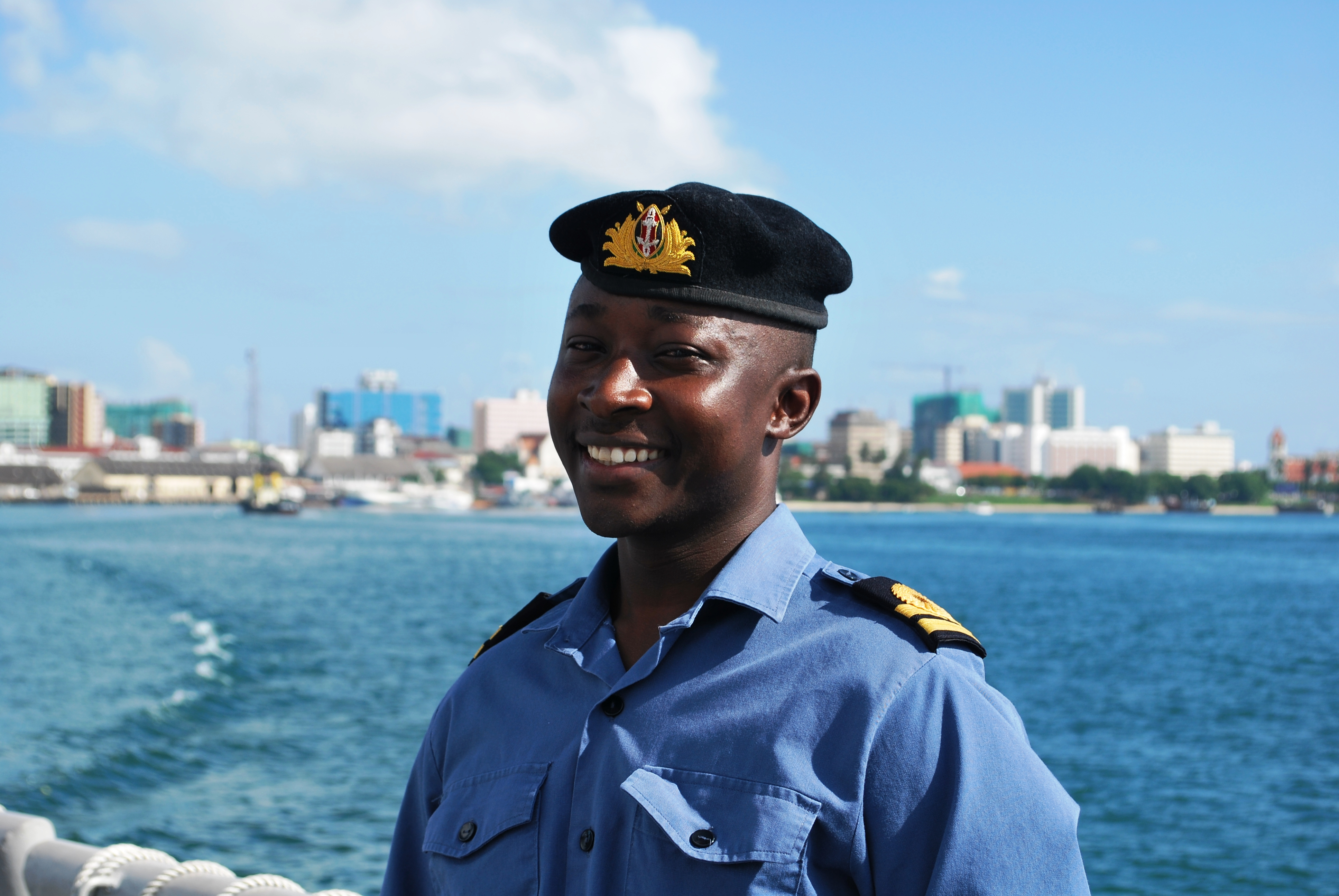
офицер ВМФ Кении

### Флот
| Тип                                     | Номер вымпела   | Наименование           | В составе флота        | Состояние       | Примечания      |
| Ракетные катера                         | Ракетные катера | Ракетные катера        | Ракетные катера        | Ракетные катера | Ракетные катера |
| --------------------------------------- | --------------- | ---------------------- | ---------------------- | --------------- | --------------- |
| ракетный катер типа «Провинс»           | Р3126           | KNS «Нйайо» «Nyayo»    | с 23 июля 1987 года    | в строю         |                 |
| ракетный катер типа «Провинс»           | Р3127           | KNS «Умоджа» «Umoja»   | с 7 сентября 1987 года | в строю         |                 |
| Сторожевые катера                       |                 |                        |                        |                 |                 |
| сторожевой катер типа «Шупаву»          | Р3131           | KNS «Шупаву» «Shupavu» | с 1998 года            | в строю         | бывший Р6129    |
| сторожевой катер типа «Шупаву»          | Р3131           | KNS «Шуджаа» «Shujaa»  | с 1998 года            | в строю         | бывший Р6130    |
| Десантные корабли                       |                 |                        |                        |                 |                 |
| средние десантные корабли типа «Галана» | L38             | KNS «Галана» «Galana»  | с февраля 1994 года    | в строю         |                 |
| средние десантные корабли типа «Галана» | L39             | KNS «Тана» «Tana»      | с февраля 1994 года    | в строю         |                 |

## Префикс кораблей и судов
Корабли и суда ВМФ Кении имеют префикс KNS (англ. Kenya Navy Ship) — Корабль Военно-морского флота Кении.

## Флаги кораблей и судов
| Флаг | Гюйс | Вымпел боевых кораблей |
| ---- | ---- | ---------------------- |
|      |      | нет данных             |